# 韧皮络石
韧皮络石（学名：Trachelospermum tenax）为夹竹桃科络石属的植物。分布于中国大陆的浙江、贵州等地，见于路旁或阳光充分的疏林中，目前尚未由人工引种栽培。